# Roa (zoologia)
Roa è un genere di pesci d'acqua salata, appartenenti alla famiglia Chaetodontidae.

## Descrizione
Le dimensioni variano dagli 11 ai 16 cm, secondo la specie.

## Specie
Il genere comprende 8 specie:
- Roa australis
- Roa excelsa
- Roa haraguchiae
- Roa jayakari
- Roa modesta
- Roa rumsfeldi
- Roa semilunaris
- Roa uejoi